# Římskokatolická farnost Tachlovice
Římskokatolická farnost Tachlovice je jedno z územních společenství římských katolíků v berounském vikariátu s farním kostelem sv. Jakuba Staršího.

## Kostely farnosti
| Kostel              | Místo      | Bohoslužba |
| ------------------- | ---------- | ---------- |
| sv. Jakuba Staršího | Tachlovice | ne 08.30   |
| sv. Prokopa         | Nučice     | čt 18.00   |

## Osoby ve farnosti
P. ThLic. Norbert František Vehovský O.Praem., administrátor exc.